# Ilhas Lealdade

Bandeira da província neo-caledoniana das Ilhas Lealdade

As Ilhas Lealdade (em francês, Îles Loyauté) são um arquipélago localizado a 100 km a leste da Nova Caledônia. Administrativamente é uma das três províncias que formam a coletividade francesa da Nova Caledônia, chamada simplesmente de "Província das Ilhas", em contraposição à Grande Terre, como é chamada a grande ilha da Nova Caledônia. As ilhas principais são Lifou, Maré, Ouvéa e Tiga. O grupo tem uma área total de 1 981 km².
A população era de 22 080 habitantes no censo de 2004, 10% da Nova Caledônia. As principais atividades são a agricultura, a exportação de copra e o turismo.

## História
As ilhas foram descobertas pelos ocidentais em 1793, pelo inglês Raven, comandante de um navio mercante de Sydney, que as batizou como Loyalty Islands, destacando a relação amistosa com os nativos kanaks. Povoada por melanésios durante mais de 3 000 anos, as ilhas foram colonizadas mais tarde, entre os séculos XVI e XVIII, por imigrantes polinésios de Tonga, da Samoa e de Wallis.

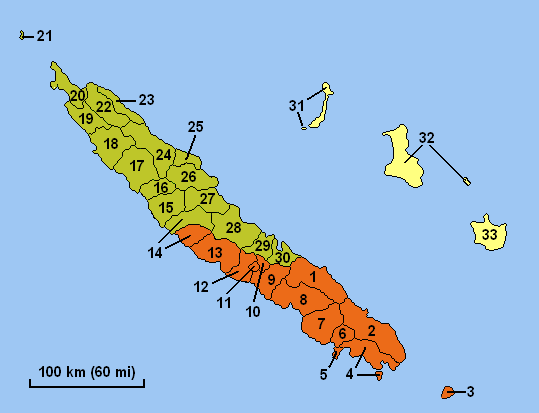
Mapa das subdivisões administrativas da Nova Caledônia
Ilhas Lealdade 31. Ouvéa 32. Lifou (oeste) e Tiga (leste) 33. Maré

No século XIX, após as rebeliões nativas na Grande Terre, muitos kanaks foram deportados para as Ilhas Lealdade. Por ficar à margem da colonização européia, as ilhas são um centro da cultura kanak, que por sua vez coexiste com uma população periférica polinésia. Em Ouvéa as línguas vernáculas são o faga-uvea, de origem polinésia, e o ïaaï de origem melanésia. Em Maré, Lifou e Tiga, falam-se as línguas nengone, iwateno e drehu, de origem melanésia.

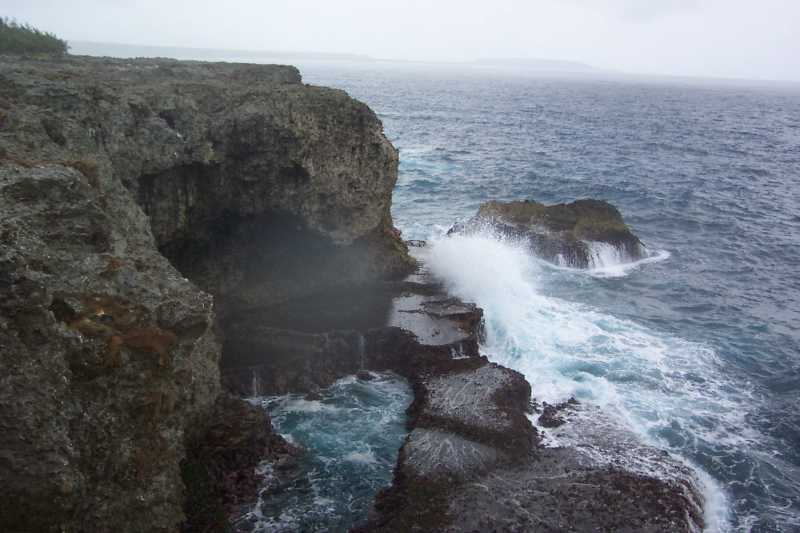
Falésias do Xodre, na ilha de Lifou.